# Espectroscopia de correlação de fluorescência
Espectroscopia de correlação de fluorescência (FCS, do inglês fluorescence correlation spectroscopy) é uma análise por correlação da flutuação da intensidade da fluorescência. A análise provê parâmetros da física sob as flutuações. Uma das aplicações interessantes desta técnica é a análise das flutuações de concentração de partículas fluorescentes (moléculas) em solução. Nesta aplicação, a fluorescência emitida a partir de um espaço muito pequeno numa solução que contenha um pequeno número de partículas fluorescentes (moléculas) é observada. A intensidade de fluorescência é flutuante, devido ao movimento Browniano das partículas. Em outras palavras, o número de partículas no sub-espaço definido pelo sistema óptico modifica-se aleatoriamente em torno de um valor médio. A análise fornece o número médio de partículas fluorescentes e o tempo médio de difusão, quando a partícula passa através do espaço. Por fim, tanto a concentração e o tamanho das partículas (moléculas) são determinados. Ambos os parâmetros são importantes na pesquisa em bioquímica, biofísica e química.